# ナザレ派

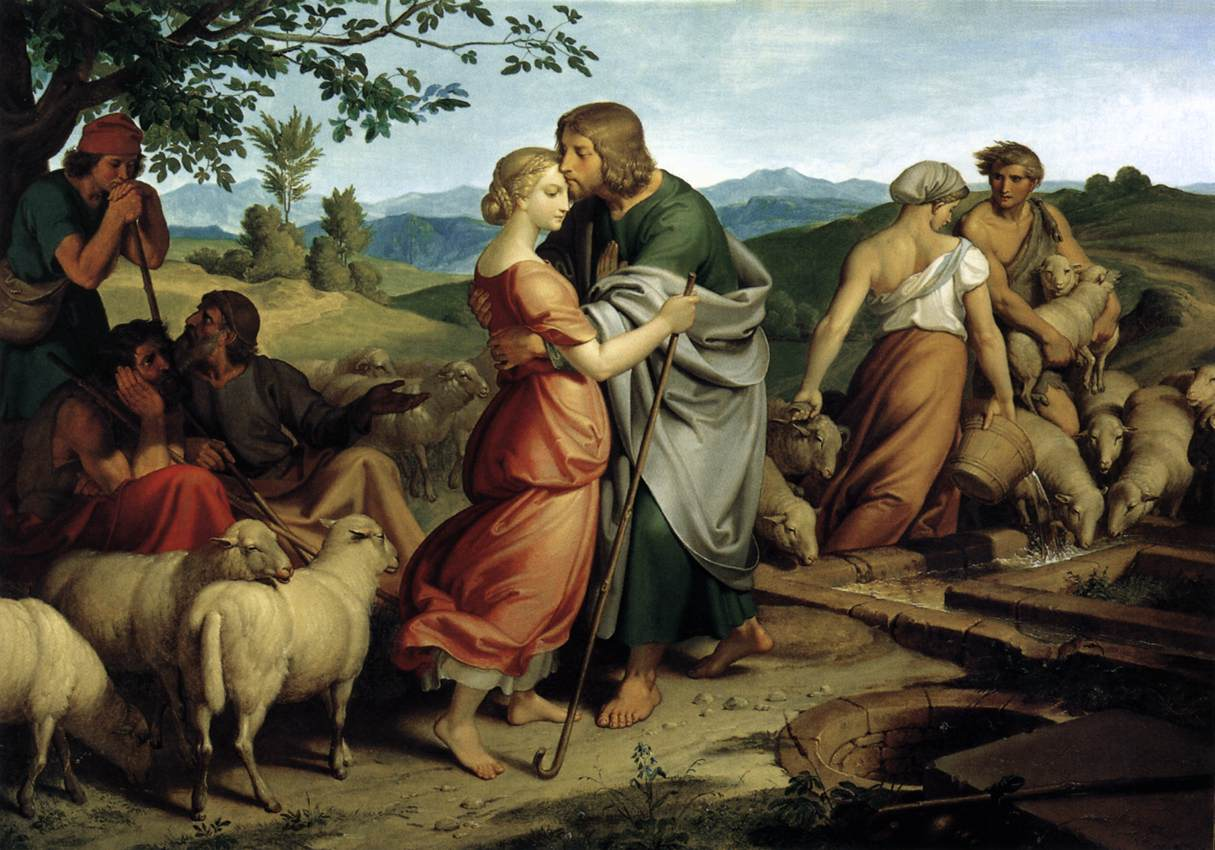
ヨーゼフ・フォン・フューリヒ『ラケルとその父の羊の群れと出会うヤコブ』（1836年）。ペルジーノやラファエロ・サンティの雰囲気を醸し出そうとしている。

ナザレ派（なざれは、ドイツ語: Nazarener）は、19世紀初頭のドイツロマン派の画家たちによる、キリスト教美術の誠実性と精神性を取り戻そうとする芸術運動である。

## 概要
1809年、ウィーンで、アカデミーの学生6人が、中世の画家たちのギルドの名称聖ルカ組合にならって、聖ルカ兄弟団という協同組合を結成した。
ナザレ派という呼び名は他称であり、彼らがアルブレヒト・デューラーの『自画像』に感銘し、聖書に忠実な衣服や髪型を好んだことに対する、周囲からの侮蔑的表現に由来する。
1810年、そのうち4人、ヨハン・フリードリヒ・オーファーベック、フランツ・プフォル、ルートヴィヒ・フォーゲル、ヨハン・コンラート・ホッティンガーがローマに移り、聖イシドロ修道院の廃墟に住んだ。これに加わったのが、フィリップ・ファイト、ペーター・フォン・コルネリウス、ユリウス・シュノル・フォン・カロルスフェルト、フリードリッヒ・ヴィルヘルム・シャドーその他のドイツ人画家たちであり、彼らはチロル出身のロマン主義風景画家ヨーゼフ・アントン・コッホと出会い、その指導を受けた。また1827年にはヨーゼフ・フォン・フューリッヒが加わった。
ナザレ派の理念は、新古典主義の否定、そしてアカデミーにおける決まりきった美術教育を打倒することにあった。彼らは、表面的な技巧を排斥し、精神的価値を体現した芸術に立ち戻ろうと考え、そのために中世末期からルネサンス初期にかけてのイタリア・ルネサンスの芸術家にインスピレーションを求めるとともに、デューラーやクラナッハ、フランドル派の芸術に関心を寄せた。彼らはノヴァーリスやシュレーゲル兄弟、ティークなどドイツ・ロマン派の思想に共鳴し、なかでもヴァッケンローダーの著作『芸術を愛する一修道僧の心情の披露』の思想に従って、芸術と宗教と生活が一体だった宗教改革以前の画家の工房の再生を願い、カトリックに改宗し修道士に近い生活を送った。
作品のほとんどは宗教的主題のものであり、中世フレスコ画の復興にも取り組んだ。最初のフレスコ画はローマのカーサ・バルトルディ（1816年-1817年）、もう一つはカジノ・マッシモ（1817年-1829年）のために制作された。これらは「ナザレ派」の作品として各国からも注目された。しかし、1830年までにオーファーベック以外はドイツに帰国してしまい、グループは解体した。帰国したナザレ派の多くにはプロイセン君主がパトロンとなり、数多の壁画やフレスコ画が依頼された。デュッセルドルフのアカデミー校長職に就いたコルネリウスはナザレ派で最も成功した画家の一人である。ドイツ・ナザレ派は1830年代のドイツ美術界で興隆し、ロシアなど遠方の芸術家からも注目される存在となった。

## ナザレ派に対する批評
プロイセン君主による封建制を批判する社会主義者からは、宮廷が支援するナザレ派は攻撃対象となった。デュッセルドルフの住人であり、科学者や芸術家を前衛と呼びキリスト教からの肉体と精神の解放を標榜するサン＝シモン主義者であったハインリヒ・ハイネは、著作『旅の絵』（1828年）のなかでコルネリウスの作品について、人類の進歩を妨げる心霊主義として批判し、『ルッカの街』（1829年）では「イタリア・ルネサンスの色褪せた模倣」と断じた。その後『ルートヴィヒ・ベルネ論』（1841年）のなかでは「ナザレ派」の用法を拡大し、表現の自由・感覚的な美であるギリシャ主義の理想に反しているとハイネが考える歴史上の精神主義者全てを指すカテゴリーと論じた。
ハイネの師であったヘーゲルは1820年代にベルリン新美術館の収蔵品を収集する仕事を任されており、ナザレ派の作品もその中に含まれている。ヘーゲルは何人かのロマン主義美術家については批判的だったが、『美術講義』（1835年-）において芸術精神の現実化を発展段階モデルで提示し、ロマン主義美術は美術史の頂点を表すものと論じた。
哲学者フォイエルバッハは『キリスト教の本質』（1841年）のなかでナザレ派の宗教絵画の特徴である、神霊主義的形象性と人間的感性の疎外の関係について批判した。フォイエルバッハの美術論は、その後マルクスのキリスト教美術批判に影響を与えた。

## ナザレ派の画家の作品例
- J.F.オーファーベック
「聖セバスティアヌス」
- フランツ・プフォル
"Sulamith und Maria"
- ルートヴィヒ・フォーゲル
「二人の農民」
- フィリップ・ファイト
Religion
- P.v.コルネリウス
「最後の審判」
- ユリウス・シュノル・フォン・カロルスフェルト
「エジプトへの逃避」
- ヨーゼフ・フォン・フューリッヒ
「聖母子と聖アーデルハイト、聖フランチェスコ」